# Rue des Cordeliers (Nancy)
Pour les articles homonymes, voir Rue des Cordeliers.
La rue des Cordeliers est une voie située au sein de la ville de Nancy, dans le département de Meurthe-et-Moselle, en région Lorraine.

## Situation et accès
La rue des Cordeliers est parallèle à la Grande-Rue dans la vieille ville de Nancy, elle part de la rue Braconnot et se termine en impasse, derrière l'Église des Cordeliers de Nancy.

## Origine du nom
Elle porte ce nom en raison de la proximité de église des Cordeliers de Nancy.

## Bâtiments remarquables
- no 7 : Ancienne gendarmerie, édifice objet d’une inscription au titre des monuments historiques par arrêté du 19 décembre 2005 pour ses façades et toitures[1].